# Distretto di Dursunbey
Il distretto di Dursunbey (in turco: Dursunbey ilçesi) è un distretto della Turchia nella Provincia di Balıkesir con 41.320 abitanti (dato 2012) dei quali 16.942 urbani e 24.378 rurali 
Il capoluogo è la città di Dursunbey.

## Geografia antropica

### Suddivisioni amministrative
Il distretto è suddiviso in 1 comune (Belediye) e 103 villaggi (Köy)